# Guillermo Ragazzone
Guillermo Lorenzana Ragazzone (San Salvador; 5 de enero de 1956) es un exjugador de fútbol de El Salvador.
Era jefe del departamento técnico de la Federación Salvadoreña de Fútbol, pero lo dejó en julio de 2008 después de desacuerdos con el presidente, Rodrigo Calvo.

## Trayectoria
Jugó para el Atlético Marte en el partido decisivo del campeonato de liga de 1985 contra Alianza, que ganó 5-2 en la prórroga. En 1989, disputó la final del campeonato con Cojutepeque, esta vez perdiendo ante Luis Ángel Firpo.

## Selección nacional
Representó a El Salvador en los Juegos Panamericanos de 1975 y no jugó en la Copa Mundial de la FIFA de 1982 en España. Estuvo en 2 partidos durante las rondas de clasificación de la Copa Mundial de Italia 1990.

### Participaciones en Copas del Mundo
| Mundial                        | Sede   | Resultado    |
| ------------------------------ | ------ | ------------ |
| Copa Mundial de Fútbol de 1982 | España | Primera fase |

## Clubes
| Club              | País        | Año       |
| ----------------- | ----------- | --------- |
| Platense          | El Salvador | 1975-1977 |
| Alianza           | El Salvador | 1978      |
| Santiagueño       | El Salvador | 1978-1979 |
| Atlético Marte    | El Salvador | 1980-1987 |
| Jalapa (préstamo) | Guatemala   | 1982-1983 |
| Chalatenango      | El Salvador | 1987      |
| Coke Milpros      | Belice      | 1987-1988 |
| Cojutepeque       | El Salvador | 1988-1990 |

## Palmarés

### Títulos nacionales
| Título           | Equipo         | País        | Año     |
| ---------------- | -------------- | ----------- | ------- |
| Primera División | Atlético Marte | El Salvador | 1980-81 |
| Primera División | Atlético Marte | El Salvador | 1982    |
| Primera División | Atlético Marte | El Salvador | 1985    |